# Die Haselrute

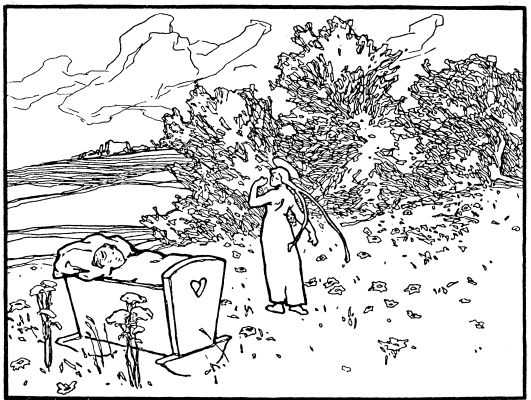
Illustration von Otto Ubbelohde, 1909

Die Haselrute ist die letzte der zehn Kinderlegenden im Anhang der Kinder- und Hausmärchen der Brüder Grimm (KHM 210) und stammt aus Franz Josef Vonbuns Volkssagen aus Vorarlberg von 1847 (Nr. 7: D' haslaruetha, später Die Muttergottes und die Natter). Bei Grimm schrieb sich der Titel Die Haselruthe.

## Inhalt

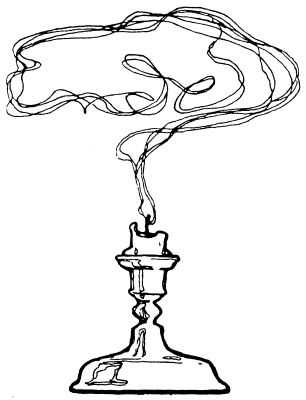
Illustration von Otto Ubbelohde, 1909

Maria holt ihrem schlafenden Jesuskind Erdbeeren aus dem Wald. Als sie sich nach dem Strauch bückt, kommt eine Natter und verfolgt sie. Maria versteckt sich hinter einen Haselbusch, dann holt sie die Erdbeeren und beschließt, dass seitdem Haselzweige vor Erdtieren schützen. 

## Herkunft
Die Marienlegende und Erklärungssage steht ab der 6. Auflage (1850) als Kinderlegende Nr. 10, nach „den vorarlbergischen Sagen von Vonbun S. 7.“ Der hatte sie aus Nüziders. Wilhelm Grimm übertrug ins Hochdeutsche, geschickt volkstümlichen Legendenton herstellend: Zeitangaben wurden vorgezogen, Schilderungen dreigliedrig und plastisch, etwas grobe Formulierungen in Bezug auf Maria gestrichen. Die Hasel galt seit alters als Schutz vor Schlangen und Zauberpflanze.